# Silvia Cristina Gustavo Rocha
Silvia Cristina Gustavo Rocha Valente -conocida como Sílvinha- (São Paulo, 14 de mayo de 1982) es una jugadora brasileña de baloncesto que ocupa la posición de pívot.
Fue parte de la Selección femenina de baloncesto de Brasil con la que alcanzó la medalla de bronce en los Juegos Panamericanos de 2011 en Guadalajara, México; además, ganó la medalla de oro en el Campeonato Sudamericano de Baloncesto que se realizó en Paraguay el año 2006 y en Chile el 2010, y participó en los Juegos Olímpicos de Atenas 2004 y Juegos Olímpicos de Londres 2012.